# Institut de génie énergétique de Moscou

L'Institut de génie énergétique de Moscou (en russe : Московский энергетический институт, Moskovski energuetitcheski institout) est une université technique russe située à Moscou dans le district municipal de Lefortovo.

## Personnalités liées à l'institut

### Étudiants
- Vladimir Kotelnikov, scientifique soviétique et radioélectricien
- Wale Ayeni, entrepreneur nigérian.